# Hò
Hò là một thể loại diễn xướng nhạc điệu phổ biến trong đời sống của người dân miền Trung và miền Nam Việt Nam, khởi nguồn từ tập quán sinh hoạt vùng chiêm trũng, sông nước, diễn tả tâm trạng của người lao động. Hò hay được ví như là phong cách Quan họ của Nam Bộ, dù chưa rõ nguồn gốc của Hò có phải bắt nguồn từ Quan họ hay không. Hò và lý tuy có phần giống nhau nhưng hò thường gắn liền với một động tác khi làm việc còn lý thì không.
Một số bài dân ca của các quốc gia khác hay các vùng miền khác có nội dung và tiết tấu tương tự cũng được đặt tên là "hò", tỉ như bài dân ca Nga Hò kéo thuyền trên sông Volga.

## Hình thức sinh hoạt
Một người Hò cho đại diện một tập thể đông người cho cùng một việc hay một mình tự sự, sâu lắng, dàn trải. Trong sinh hoạt những đêm trăng những nhóm con trai đi chơi, thường cất lên những điệu Hò để dò hỏi những cô gái về những công việc. Điệu Hò giao duyên giữ hai bên đối đáp lại nhau, người con gái hay một nhóm sẽ hò đáp trả lại khi đó. Trên sông nước khi đi ghe hay đò, người Hò (có thể con trai hay con gái) thường hò diệu giao duyên giữa hai chiếc ghe, thuyền, đò gần nhau.
Hò có phần ngẫu hứng và thường được hát như một cuộc đối thoại giữa một (hay một nhóm) người đàn ông và một (hoặc một nhóm) người phụ nữ. Các chủ đề phổ biến bao gồm tình yêu, tán tỉnh, nông thôn, v.v.
"Hò" phổ biến và phát triển mạnh tại các tỉnh Thanh Hoá, Huế, Nghệ An, Hà Tĩnh, và vùng Đồng bằng sông Cửu Long. Vì có sự khác biệt của tiếng địa phương giữa các vùng mà Hò còn có nhiều loại, có thể miễn cưỡng phân thành hai loại phổ biến nhất là Hò miền Trung bao gồm Thanh Hoá, Huế, Hà Tĩnh, Nghệ An và Hò Nam Bộ bao gồm các tỉnh thuộc Đồng bằng sông Cửu Long.

## Các điệu hò sông nước
- Hò Đồng Tháp
- Hò kéo lưới
- Hò giựt chì
- Hò Qua sông hái củi
- Hò khoan
- Hò mái nhì
- Hò mái đẩy
- Hò mái ba Gò Công
- Hò sông Mã
- Hò khoan Lệ Thủy
- Hò biển
- Hò chèo thuyền
- Hò đánh cá
- Hò giã vôi
- Hò xẻ gỗ
- Hò hụi
- Hò ba lý
- Hò giã gạo
- Hò lên núi đá đen
- Hò đối đáp
- Hò gọi nghé
- Hò qua sông hái củi
- Hò xuôi nhịp một
- Hò giật chì
- Hò kéo chài
- Hò kéo lưới
- Hò mài dừa
- Hò kéo co
- Hò kéo pháo
- Hò chiều nay
- Hò huế
- Hò khoan
- Hò quan
- Hò quê
- Hò ơi
- Hò xưa
- Hò xa
- Hò vè
- Hò về
- Hò ví
- Hò ví dặm
- Hò nghệ tĩnh
- Hò xứ nghệ

## Các điệu hò trong sinh hoạt
- Hò Giã gạo
- Hò Xay lúa
- Hò Kéo gỗ
- Hò Đạp lúa
- Hò Kéo thuyền